# 斎藤了
斎藤 了（さいとう りょう、1979年8月15日 - ）は、日本の男性プロレスラー。山形県山形市出身。DRAGON GATE所属。血液型AB型。
現在はDRAGON GATEの選手及びゼネラルマネージャー兼大会本部長として活動している。

## 来歴
東海大学山形高等学校卒業後に闘龍門の4期生としてメキシコへ渡り、1999年5月15日、メキシコのアレナ・ナウカルパンで神田裕之戦でデビュー。同期には玉岡金太がいる。
自転車に乗りながら入場するというメッセンジャーのギミックで日本逆上陸後、自転車を盗まれたことから始まったドン・フジイとの抗争で好青年かつ天然キャラを確立し人気を博す。1年近く抗争は続き、自転車を奪還するとフジイにラブコールをしてタッグ結成を呼びかけた。フジイはしばらく渋っていたものの熱意に折れ、自転車兄弟としてタッグを組み、二人乗り自転車で入場するようになった。その後はアンソニー・W・森にもラブコールを送ってタッグを組んだりと、正規軍にいながらユニットを越えた動きを見せていた。しかし望月成晃との抗争から正規軍を離脱。その後Do FIXER入りするために自身のトレードマークである自転車をパイプ椅子で殴打した後、マグナムTOKYOにDo FIXER入りを認められた。
2005年からはマグナムTOKYOによりメンバーでは最年少ながら最も積極的なプレーを認められ、2代目リーダーに指名されている。この頃から肉体改造に成功し、体が一回り大きくなった。この年の第1回KING OF GATEで優勝を果たし、余勢を駆って翌2006年2月にマグニチュード岸和田を下してオープン・ザ・ドリームゲート王座を戴冠し、第4代王者となる。しかし、4月に横須賀享に敗れ、防衛0で王座を明け渡す。横須賀とのライバルストーリーはその後も展開される。
2007年に入り堀口元気と仲間割れするも、後に和解。しかし、2月4日の博多大会で裏切られ、堀口はマッスル・アウトローズに加入し、Do FIXERは解散。その後、CIMA、享に救出され、ドラゴン・キッドとともにTyphoonに加入。Typhoon加入後は横須賀享とのタッグ「リョウスカ」でさまざまな合体技やコンビネーションを見せるようになり、7月1日には邪道&外道を破り、IJタッグ王座を獲得し、第13代王者となる。後に、土井成樹&吉野正人の「土井吉」や新井健一郎&岩佐拓の「新岩」らと数々の名勝負を繰り広げるようになり、タッグ戦線が激化していくようになった。7月10日のオープン・ザ・ドリームゲート王座・次期挑戦者決定ワンナイト・トーナメント1回戦でB×Bハルクと激突し、敗北するもののハルクが顎を負傷したため、敗者復活戦が行われる。以降、ハルクとの遺恨が発生する。12月28日後楽園ホールでのサイバー・コングとのシングルマッチにてサイバーのコスチュームを真似たサイバー・リョウとして登場。パイナップルではなくキュウリを割ったり、動作もサイバーの真似をし若干サイバーをあきれさせたがパワーを見せつけメッセンジャーで勝利した。
2008年2月17日、吉野正人の持つオープン・ザ・ブレイブゲート王座に挑戦するが敗北。その後、CIMAが挑戦表明するものの、CIMAがブレイブゲートを侮辱するような発言をしたため、仲間割れする。4月27日、CIMAの持つドリームゲートに挑戦するが、敗北したものの試合を通じてCIMAとも和解。5月5日、リョウスカとして、新井健一郎＆岩佐拓の持つオープン・ザ・ツインゲート統一タッグ王座に挑戦し王座獲得、第3代王者となる。
2009年2月15日の博多スターレーン大会において、Typhoon解散後に共闘を呼びかけた横須賀享とオープン・ザ・ツインゲート統一タッグ王座に挑戦したが、試合中にパートナーの横須賀享を裏切り、REAL HAZARD入りした。3月22日、堀口元気をパートナーにGamma＆横須賀享組の持つツインゲートに挑戦するが、反則負けになる。試合後、王者組が「2度とあいつらの挑戦は受けない。」発言する。しかし、同じタッグで4月18日、19日に行われたオープン・ザ・ツインゲート統一タッグ王座・次期挑戦者チーム決定トーナメントに優勝し、発言を逆手に取る形で挑発し、同門である新井健一郎＆神田裕之組も加えた3Wayマッチを要求し、5月5日の愛知県体育館大会では実質的に4対2の3Wayマッチで王者組から勝利を奪い、自身2度目のオープン・ザ・ツインゲート統一タッグ王座を獲得。6月7日の名古屋国際会議場大会のオープン・ザ・ツインゲート統一タッグ王座の防衛戦で、挑戦者の鷹木信悟の腕をコーナーにガムテープで縛りつけ、その間にドラゴン・キッドからダブルクロスで3カウントを取り初防衛を果たす。しかし、12月13日の試合中にアキレス腱を断裂し、長期欠場に入る。
2010年4月25日博多スターレーンにて復帰、堀口元気がWARRIORS-5に加入させようとするも「やり残したことがあるような気がしたんで、ごめんなさい」と拒否。「やり残したこと」とは横須賀享との再タッグ結成だったが、享に断られてしまう。その後「訳がわからないからWARRIORS-5でやっていきましょう」とWARRIORS-5に加入した。長期欠場の影響で復帰当初はTyphoon時代のコスチュームにDoFIXER時代のTシャツを着用したり、ドラゴン・キッドのことが思い出せないなど（ギミック上）記憶喪失状態に陥っていたが、後にキッドの一撃がきっかけで記憶を取り戻した。その後WARRIORSがBlood WARRIORSとなりヒール化、戸澤らに追放された。
2012年3月に堀口、神田とジミーズ加入、同時に斉藤"ジミー"了と改名した。11月8日後楽園大会のメインイベント後のマイクでCIMAから「ゴミ」呼ばわりされたが、12月8日札幌テイセンホール帰ってきたベテラン軍 vs ジミーズ シングル3番勝負にて３試合目に出場し、望月と対戦。11分18秒プレミアム・ブリッジで勝利。同月28日兵庫・神戸サンボーホールのオープン・ザ・トライアングルゲートにて、再び望月からプレミアム・ブリッジでフォールを奪うなど活躍し、存在感を見せた。
2013年には1月20日にCIMA、9月12日にYAMATOと、2度ドリームゲート王座に挑戦。獲得はならなかったが善戦した。12月にはススム・谷嵜とともにオープン・ザ・トライアングルゲート王座を獲得したが、2014年2月に椎間板ヘルニアで欠場し、王座返上となった。一方で2013年3月7日に菊タローを破ってオープン・ザ・お笑いゲート王座を初戴冠。こちらは7度の防衛を果たして2014年を迎えている。
欠場期間中ドラゴンゲートの大会にセコンドとして登場することもあるがプライムゾーンではくまモンのTシャツを着てペロペロキャンディをなめながら登場するおバカな子供キャラになりよく琴香の前に登場する。また内紛状態のジミーズの前に現れ、辛い胸の内を語り仲直りさせたこともある。
またプライムゾーンvol.20からはリングレポーターとして登場。
10月11日、地元山形大会で復帰が決定。試合はススムと神田とタッグを結成しYAMATO&サイバー・コング&パンチ富永組と対戦する。パンチにプレミアムブリッジを決めて勝利する。
10月19日には復帰祝いとしてベテラン軍の持っていたトライアングルゲートに挑戦し、ベテラン軍は防衛0でジミーズの堀口とススムと戴冠した。その際、「フジイさんをコロッと丸め込んだら3つ入っちゃいまして」とマイクで語る。
2015年より、MAD BLANKEYに加入したタツキことドン・フジイに更生することを求めて金八先生ならぬ了八先生として上半身のみ金八先生モデルのスーツを着て度々試合にMAD　BLANKEYに臨み、シングルでは直接勝利。その後行われた金網マッチでは、フジイが学ラン姿で登場、MAD BLANKEYを脱退する。この金網マッチ以降はノブヒコことCIMAとヨシヒトことGammaも加わり後楽園中学3年B組生徒会としても活動する。タツキは先生の一存で生徒会長、ノブヒコは野球部を希望したが日直、ヨシヒトは字がきれいと言うことで書記に任命されたが6月3日の後楽園ホール大会で解散となった。
8月16日、ジミーズの仲間と共にMAD BLANKEYとの解散マッチを行い、なんとかジミーズを守った（最終的に勝負を決めたのはススムである）。
9月9日、斎藤“スモー”了としてタッグリーグにスモー・フジ（ドン・フジイ）と初出陣。9月9日の相手の大阪06に斎了ロケットで勝利を収めた。
9月26日、決勝トーナメント一回戦でツインゲートチャンピオンチームの土井とYAMATOと当たり、ツインゲートチャンピオンチームを追い詰めるが最後の最後で土井のV9クラッチで敗北。しかしこのタッグリーグでスモーズとして良い結果を残す事ができた。
12月27日、モンスターエクスプレスの持つトライアングルゲートのベルトに堀口とススムと一緒に挑戦する。そしてその時、ジミーズの仲間と共にヴェルセルクとディアハーツを倒すも最後の最後で戸澤のパッケージ・ジャーマン・スープレックス・ホールドで敗北。王座獲得はならなかった。
2016年1月17日、土井とYAMATOの持つツインゲートのベルトに堀口と挑戦したが、土井のバカタレ・スライディングキックからのYAMATOの丸め込みで敗北。王座獲得はならなかった。
3月5日、スモーズとしてスモー・フジと堀口元気S.U.M.O!!とトライアングルゲートのベルトに挑戦するも堀口が吉野のソル・ナシエンテ改で敗北した為、王座獲得はならなかったが、最後はトライアングルゲートのベルトを防衛した吉野と戸澤とT-Hawkとジミーズのメンバーと一緒にジミーズトレインを踊り、エディオンアリーナ大阪大会を締めた。
3月21日、鷹木信悟の持つドリームゲートに挑戦。何度も何度も、パンピングボンバーをくらい続け、それでもなお立ち続けたが、最後の最後でパンピングボンバーで敗北。その後、Kotokaに髪を切られる。
3月28日、神戸サンボーホールで、ヨースケ♡サンタマリアと組み、CIMAとEitaと対戦する予定だったが、その時入場したのはマリアだけだった。肝心の斎了はマリアの友達の「斎藤“マミー”了子」と紹介され、オカマキャラとして登場。（容姿は顔にはメイクをしていて、肩にはハートのペイントをしていて、黒いブラ的な物をつけており、髪はツインテールにしており、さらに、入場曲は季節外れのクリスマスソング。）試合では絶望的に気持ち悪いオネェ殺法(ゲスト解説をしていたKzyですら「汚ねぇ〜」と言わせるほどである)を披露。最後は斎了ロケットで勝利（その斎了ロケットを決めた時にマットに顔を打ってしまった。さらにKzyいわく、まあまあ谷間があるとの事。）
2016年9月、沖縄大会にて、オープン・ザ・トライアングルゲート王座奪取(パートナーは堀口元気H.A.Gee.mee、ジミー・神田)
11月現在、2度の防衛に成功。
2017年10月5日にてジミーズ解散、後日リングネームを斎藤了に戻す。
2021年8月2日、DRAGON GATEのゼネラルマネージャー兼大会本部長に就任することを発表。併せてドラゴンゲート株式会社の取締役にも就任予定であると明かされた。

## 得意技
ルチャリブレ主体のDRAGON GATEにおいて、比較的オーソドックスなファイトスタイルを見せる。ブリッジが美しい各種スープレックスを繰り出す。

### フィニッシュ・ホールド
プレミアムブリッジ
相手の両手首を掴んで相手の頭の後ろで組ませ、その体勢のまま後方へ反り投げるリストクラッチ式ドラゴン・スープレックス。技名はお台場毎日プロレスのプレミアム・マッチで生まれたことに由来。また横須賀享とのタッグでは合体式のプレミアムブリッジを見せることもある。斎藤了の最上級フィニッシュホールド。
斎了ロケット
かなり離れた位置に仰向けになっている相手に対し、いったんコーナートップからジャンプしてマットに着地、そこから勢いそのままもう1回前方へ跳ねて倒れている相手に身体を浴びせる2段階式のボディプレス。タッグリーグ戦でいきなり使用を開始してから現在に至るまで使用されているフィニッシュホールド。
ダブルクロス
相手の腕をクロスさせたままカナディアンバックブリーカーのように自身の肩に担ぎ上げ、そこから自身がシットダウンする(尻餅をつく)と同時に相手を顔面からマットに叩きつける。形としては高橋裕二郎の東京ピンプスをクロスアーム式で放つような技。REAL HAZARD加入後から現在に至るまで使用されているフィニッシュホールドの一つ。技名は英語で「裏切り者」を意味する。
ドラゴンスープレックス
この技を使い出してから一気にトップ戦線に踊り出た。現在もまれにフィニッシュ・ホールドとして使用される。
シュリンプ
フィッシャーマンズバスターの体勢で持ち上げてから、相手の頭を抱えている手を放してスパインバスターの様に前方に叩き付ける技。フィッシャーマンエクスプレスに織り交ぜることもある。
サイクリングヤッホー
腕極式逆片エビ固め。うつ伏せの相手の左腕をまたいで膝裏で固定し、相手の右足を左手で引っ張り上げて逆片エビ固めの形を作る。最後に相手の右腕を右腕で引っ張り上げる。極めた形が自転車のフレームのような形になる。技に入る前に「みんなで叫べ！サイクリング、ヤッホ〜！」と観客と一緒に宣言するため、成功率が非常に低い。Do Fixer入りして、「ダンシング・ヤッホー」と名前が変わってからは決め台詞すら満足に言えないまま脱出されてしまい、次第に使われなくなっていったが、ジミーズに入ると再び復活した。決まった場合には「決まったぁ～！」と笑顔で喜ぶ。お台場毎日プロレス限定で「あっちこっちなっち（安倍なつみ命名）」になったこともある。また対戦相手が真似をすることがあるが、技の行程が複雑で決められないことが多い。（ただし吉野正人はあっさりと決めた。）

### その他
フィッシャーマンエクスプレス
エディ・ゲレロのスリーアミーゴスのように、クラッチを放さずに連続して決めるフィッシャーマンズバスター。フィッシャーマンズスープレックスを2回決めた後にフィッシャーマンバスターをするのがお決まりのムーブ。
メッセンジャー
仰向けに倒れた相手の脚を自身の脚で絡め取り、そのまま相手にのしかかってフォールする丸め込み技。かなり高いフォール率を誇る。
コルバタ
相手の片腕を捕らえて前かがみ状態にさせてから仕掛ける。
フロントスープレックス
主にカウンター式で用いられる。時折フロント・スープレックスの要領で相手を抱え上げて真上に放り投げ、相手の体を横に180度回転させてバックを取り、ジャーマンスープレックスで叩きつけることもある。
ダイビング・ボディ・プレス
ダイビング・フット・スタンプ
ムーンサルトプレス
コーナーの2段目からリング内の相手に放つ。その為高さは無いが、空中でのフォームが綺麗である。
ボディプランチャ
「飛ばない」斎了のほぼ唯一の場外に居る相手へお見舞いする飛び技。タッグなどでトペの競演が行われた際に披露するのが定番。他のレスラーや観客、更にはMCや解説者から「飛ぶ」事を期待され、苦悩した挙句に意を決して飛ぶ。三角飛びの要領でコーナーを駆け上がり飛ぶのが斎了スタイル。またコーナートップから一旦トップロープに飛び乗ってから放つ事もある。
フランケンシュタイナー
オーソドックスなタイプとステップアップ式の2種類ある。
グレープバインアンクルホールド
リング内で相手の脚を取って決めるオーソドックスなタイプと、相手がコーナートップから蹴りを仕掛けてきた時、その蹴り足を受け止めてマットに叩きつけ、そのままアンクルホールドに移行するタイプと2種類ある。

## タイトル歴
DRAGON GATE
- 第4代オープン・ザ・ドリームゲート王座
- 第19代、第30代オープン・ザ・お笑いゲート王座
- 第3代・第7代オープン・ザ・ツインゲート王座（パートナーは横須賀享→堀口元気）
- 第2代、第4代、第7代、第35代、第39代、第42代、第46代、第51代、第56代、第57代オープン・ザ・トライアングルゲート王座（パートナーはドラゴン・キッド&堀口元気→パートナーはCIMA&横須賀享:2回→堀口元気H.A.Gee.Mee!!&ジミー・神田→堀口元気H.A.Gee.Mee!!&Mr.キューキュー・豊中ドルフィン→堀口元気H.A.Gee.Mee!!&ジミー・神田→ジミー・ススム&Mr.キューキュー“谷嵜なおき”豊中ドルフィン→堀口元気H.A.Gee.Mee!!&ジミー・ススム→堀口元気H.A.Gee.Mee!!&ジミー・神田→ジミー・ススム&ジミー・神田）
- 第13代インターナショナルジュニアヘビー級タッグ王座（パートナーは横須賀享）
- KING OF GATE

2005年優勝
闘龍門JAPAN
- 第47代NWA世界ウェルター級王座
- 第23代、第28代UWA世界6人タッグ王座（パートナーはマグナムTOKYO&ドラゴン・キッド→パートナーは堀口元気&横須賀享）

## 人物
- 趣味・嗜好：阪神ファン。
- 苦手：鳥

## エピソード
- Do FIXERに加入する際の条件として、マグナムのダンスをマスターすることを言い渡されたが、マグナムダンスに加え自分用のダンスまで習得してきた。トップ戦線ではコミカルな部分を封印してダンスをしなくなったが、ジミーズ入りしてからは「ジミーズトレイン」、お笑いゲートタイトルマッチなど再びコミカルさを発揮している。
- アンソニーと菅原拓也のカベジェラ・コントラ・カベジェラにおいて、敗れたアンソニーの身代わりに丸坊主になったことがあるが、2009年3月22日に行われたサイバー・コングとアンソニーのマスカラ・コントラ・カベジュラマッチではサイバーをアシストし、アンソニーを丸坊主にさせた。
- 堀口元気とは同ユニットに所属すると仲違いを起こすものの、気付けば再び同じユニットに所属する。付かず離れずの関係である。（正規軍で仲間割れ、DoFIXERで仲間割れしたが、再び同じユニットに現在は所属している）
- 横須賀享とタッグを組んだ後に作成したコスチュームに書かれている「023」という数字は、出身地である山形市の市外局番である。
- 入門当初、先輩のドラゴン・キッドに無視されたことを未だに根に持っている。
- イメージカラーはオレンジ色だが、REAL HAZARD時代にはユニットのカラーに合わせ封印していた。
- 了八先生キャラになって以降、会場を学校、観客を生徒、他選手をリングネームではなく本名の下の名前で呼ぶなどしている（Kzyや鷹木信悟など本名を公開していない選手も含まれる）。なお土井成樹のみ、成樹ではなく土井と苗字呼びがお約束となっている。
- 水曜日のダウンタウンで松本人志扮するエル・チキンライスからBOXによる攻撃を受けた経験がある。
- 既婚者。『探偵!ナイトスクープ』（2024年3月29日放送）で、斎藤ファンの依頼者からの質問に「結婚しています」と答えている。依頼者と斎藤のリング対戦で、「何人の女を泣かしたんだよ」と依頼者にビンタをされながら言われたが、探偵の田村裕からの報告で「ご本人に確認したら、そんなモテてきた事実じゃないからまじで誰も泣かしてないということでした。何で叩かれたんでしょうかという疑問が斎藤さんに残っていました」という内容も放送された[7][8]。

## メディア出演

### テレビバラエティ
- 水曜日のダウンタウン2時間スペシャル（TBSテレビ、2015年4月15日）
- 探偵!ナイトスクープ（朝日放送テレビ、2024年3月29日）[9]